# سیارک ۲۵۰۷۴
سیارک ۲۵۰۷۴ (به انگلیسی: 25074 Honami، نامگذاری:1998QF96) بیست و پنج هزار و هفتاد و چهارمین سیارک کشف شده‌است که در ۱۹ اوت ۱۹۹۸ کشف شد.
قدر مطلق سیارک برابر ۱۶.۲ است.